# Marcoing
Marcoing település Franciaországban, Nord megyében. Lakosainak száma 1865 fő (2022. január 1.). Marcoing Noyelles-sur-Escaut, Villers-Plouich, Flesquières, Masnières, Proville, Ribécourt-la-Tour és Rumilly-en-Cambrésis községekkel határos.

## Népesség
A település népességének változása:
| Lakosok száma | 1857 | 1875 | 1905 | 1888 | 1894 | 1900 | 1897 | 1888 | 1865 |
|               | 2013 | 2015 | 2016 | 2017 | 2018 | 2019 | 2020 | 2021 | 2022 |